# Leptocharias smithii
El tiburón barbudo (Leptocharias smithii) es una especie de elasmobranquio carcarriniforme de la familia Leptochariidae.